# Società Italiana per le Strade Ferrate Meridionali
La Società Italiana per le Strade Ferrate Meridionali è stata una società ferroviaria privata, fondata nel 1862 dal conte Pietro Bastogi, che gestì un gran numero di linee ferroviarie in gran parte ricadenti nel nord e nel versante adriatico e meridionale della penisola italiana. Dal 1885 assunse la ragione sociale di Società Italiana per le Strade Ferrate Meridionali. Esercizio della Rete Adriatica.
Nel 1906 in seguito al riscatto e alla successiva nazionalizzazione delle linee ferroviarie da parte dello Stato, la società si trasformò in finanziaria investendo nel settore elettrico, in imprese immobiliari e di costruzione, in obbligazioni e titoli di Stato nazionali ed esteri. Assorbita dall'IRI dopo la Crisi del 1929, viene risanata e riprivatizzata nel 1937.
Nel 1972 la società assume la denominazione di Bastogi Finanziaria, nel 1978 di Bastogi IRBS e nel 1987 di Bastogi S.p.A..

## Storia

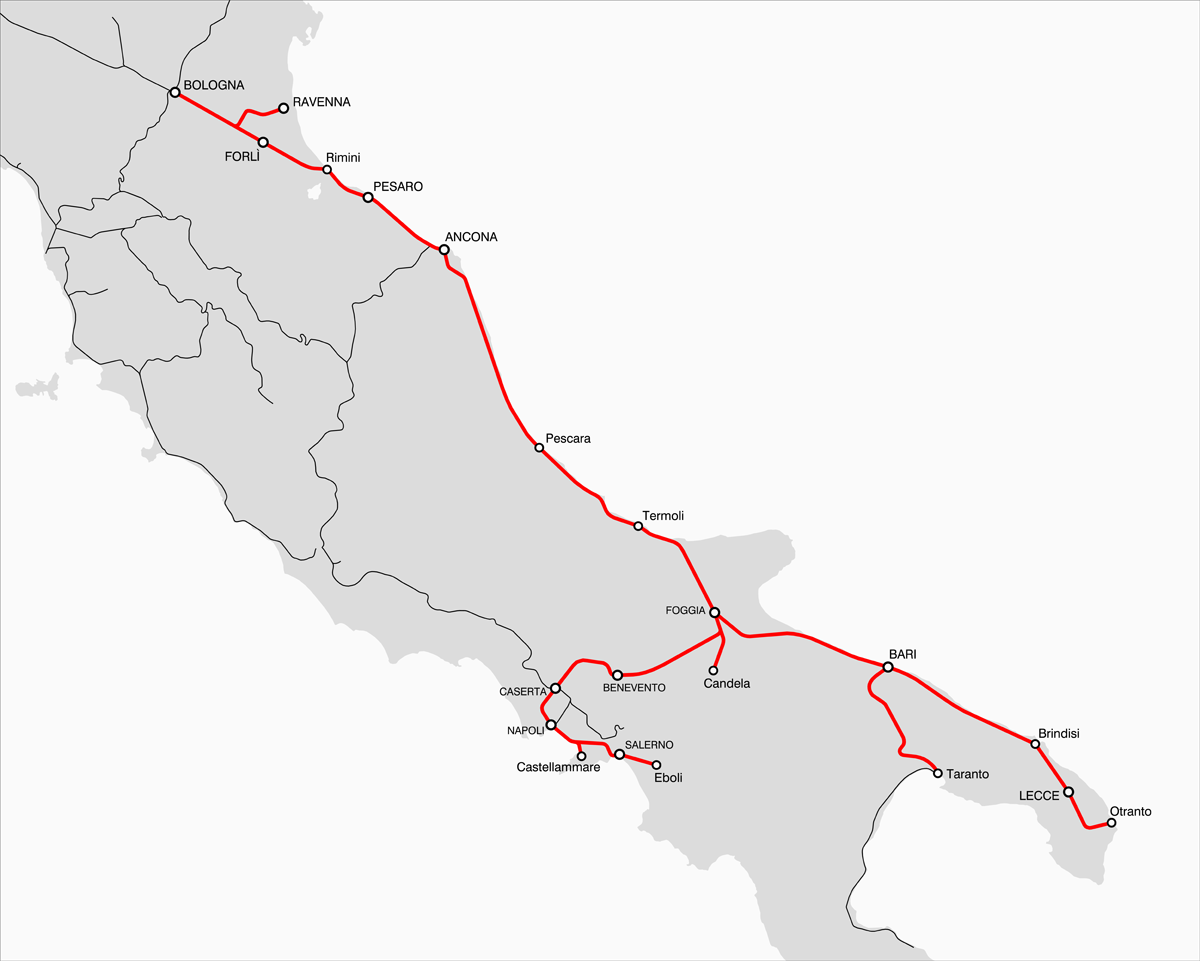
La rete SFM al 1º gennaio 1873.

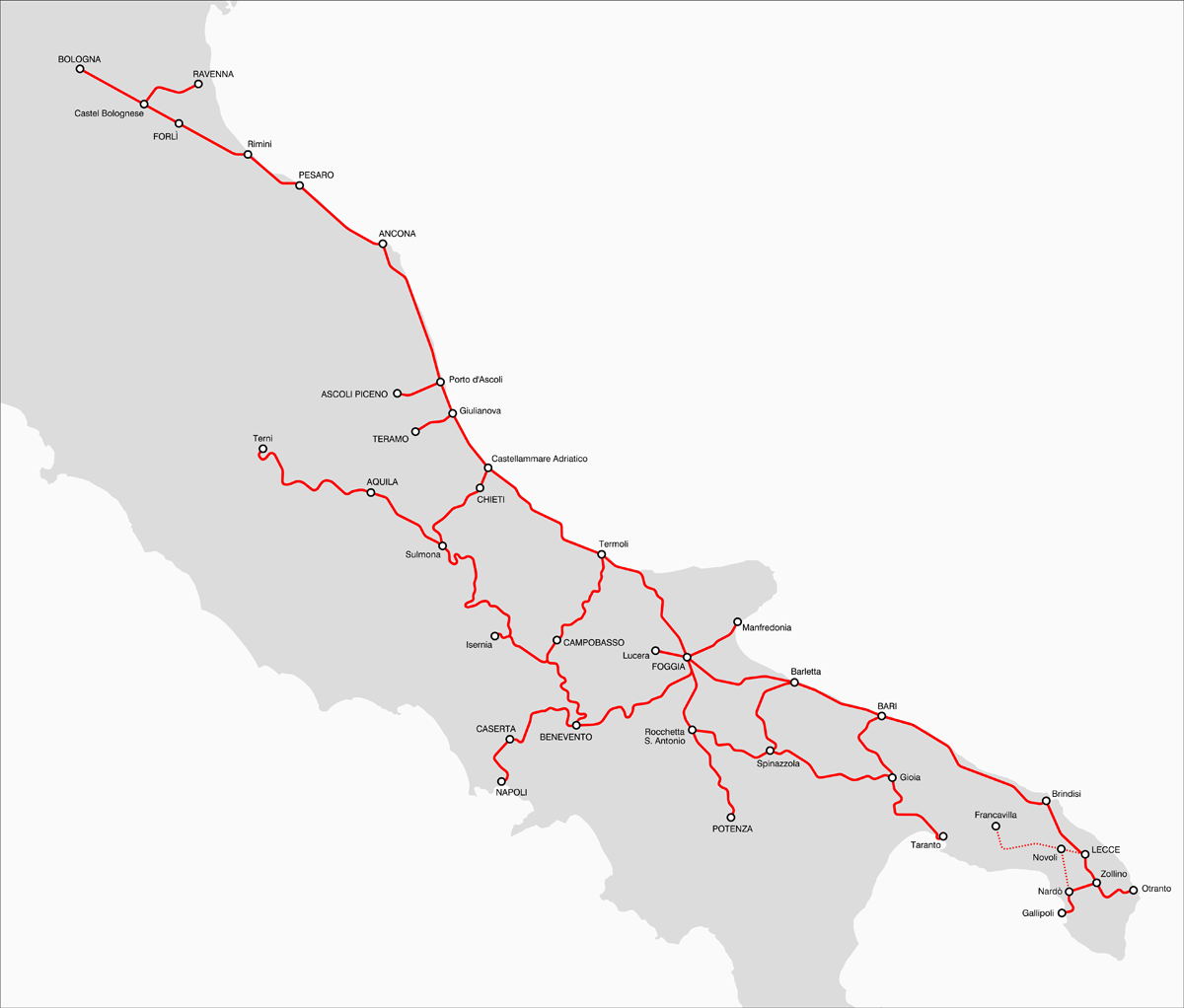
La rete SFM al 1º luglio 1905.

Durante il breve periodo in cui Garibaldi aveva assunto la dittatura a Napoli, aveva decretato la costruzione a spese dello Stato di linee ferroviarie allo scopo di attuare la congiunzione con la rete romana di ambedue i versanti adriatico e tirrenico del cessato regno borbonico.
Ne era stata incaricata la "Società Adami e Lemmi", la cui concessione era stata poi ratificata dal Governo d'Italia. Ma gli stessi proponenti, per gravi difficoltà finanziarie, abbandonarono l'impresa.
Fu a questo punto che il conte Pietro Bastogi, banchiere livornese, con l'appoggio determinante della «Cassa di Commercio e Industria» di Torino, guidata da Domenico Balduino, e il concorso di numerosi banchieri di Firenze, Genova, Torino, tra cui il barone Ignazio Weil Weiss, delle case bancarie Giulio Bellinzaghi e Zaccaria Pisa di Milano, di altre banche, raccolse un capitale di 100 milioni di lire per la costituzione di una società ferroviaria.

Nel 1862 assunse la concessione per la «costruzione e l'esercizio di linee ferroviarie nell'Italia centrale e meridionale», stabilita poi con la legge del 21 agosto dello stesso anno. La nuova concessionaria si costituì a Torino il 18 settembre 1862 assumendo la ragione sociale di "Società Italiana per le Strade Ferrate Meridionali", ebbe come presidente il conte Pietro Bastogi, e vice presidenti il barone Bettino Ricasoli ed il conte Giovanni Baracco. Successivamente la sede direzionale venne stabilita a Firenze. Il patrimonio sociale era costituito prevalentemente da capitali italiani. Domenico Balduino (Cassa di Commercio e Industria poi Credito Mobiliare), le case bancarie I. Weil Weiss, a Torino, Zaccaria Pisa e Giulio Belinzaghi sulla piazza di Milano, curarono la diffusione verso il pubblico dei titoli azionari e obbligazionari, che vennero anche quotati in Borsa e loro esponenti furono presenti a lungo accanto a Pietro Bastogi nel consiglio di amministrazione della società. Luigi Pisa prima (m. 1895), poi Giuseppe Pisa (m. 1904), poi Giuseppe Sullam (m. 1927), rappresentarono a lungo la casa bancaria Zaccaria Pisa nel consiglio di amministrazione.
Nel consiglio di amministrazione, su ventidue componenti, vi erano ben quattordici deputati. Il numero eccessivo generò sospetti, che si tramutarono in certezze quando si venne a sapere che la società aveva pagato una forte somma al presidente della commissione parlamentare incaricata di vagliare le proposte dei concorrenti. Scoppiò uno scandalo. Fu aperta un'inchiesta, che si concluse con una dichiarazione di censura nei confronti di Bastogi e degli altri deputati.
Nello stesso 1862, nel mese di giugno, venne firmata la convenzione per la ferrovia Adriatica da Ancona ad Otranto.
Nel corso del 1863 acquisì dalla Società Bayard la Napoli–Salerno e la diramazione per Castellammare.
In seguito, nel 1865, la società ebbe, in aggiunta, la tratta Bologna–Ancona, già delle Strade Ferrate Romane, arrivando così a possedere l'intera ferrovia da Bologna ad Otranto, comprese le diramazioni da Bari per Taranto, da Foggia per Napoli e da Pescara per Ceprano.
Nel 1871 il capitale iniziale di 100 milioni di lire venne elevato alla cifra di 130 milioni. Nello stesso anno la società ottenne dal governo la convenzione anche per le ferrovie calabro-sicule e fu incaricata di procedere anche al completamento e all'esercizio della costruenda rete dato che la società concessionaria, la Vittorio Emanuele era entrata in una seria fase di difficoltà finanziarie.
Tutto il nuovo ordinamento ferroviario previsto dalla legge del 1865 non ebbe però i risultati previsti e si manifestarono molti inconvenienti legati a molteplici fattori come la bassissima redditività di alcune linee o le difficoltà economiche delle società esercenti in altri casi; imponendosi la necessità di provvedimenti, si cominciò a profilare l'idea del riscatto di tutta la rete italiana da parte dello Stato visto che doveva intervenire spesso con propri finanziamenti o diretti interventi. Nel 1873 vi fu la prima fase di riscatto delle Strade Ferrate Romane in cambio del risanamento economico e un tentativo per le Meridionali, ma cosa non ebbe seguito; nel 1875 avvenne il riscatto delle linee costruite dalla SFAI.
Dopo le conclusioni della commissione parlamentare d'inchiesta che furono favorevoli al proseguimento dell'esercizio privato, il 23 aprile 1884 furono stipulate, per la durata di 60 anni le convenzioni tra lo Stato e tre grandi società private e approvate il 6 marzo 1885. Le convenzioni ripartivano le linee in senso longitudinale e assegnavano alla Società Italiana per le Strade Ferrate Meridionali presieduta dal conte Bastogi l'esercizio della maggior parte della rete ferroviaria gravitante sull'Adriatico, in parte di sua proprietà e in parte in concessione, ed inoltre le linee della Lombardia ad est di Milano, del Veneto e dell'Emilia, (denominando il tutto "Rete Adriatica"), per un totale di 4379 km, con alcune tratte strategiche comuni con la Rete Mediterranea come la Piacenza-Parma e la Chiasso-Milano.
Il ministro Depretis più tardi provvide al completo riscatto delle linee romane e meridionali, concedendole in esercizio alle due società, Strade Ferrate del Mediterraneo Mediterranea e Strade Ferrate Meridionali Adriatica, che avrebbero pagato un canone fisso allo Stato a determinate condizioni. Ciò avvenne nel 1885, mediante una convenzione. La rete Adriatica venne concessa alla Società Italiana per le Strade Ferrate Meridionali, che mantenne il suo assetto giuridico e societario e pagò allo Stato la somma di 115 Milioni di lire ottenendo la concessione di quella che verrà denominata Rete Adriatica; in seguito a ciò aggiunse alla sua ragione sociale la dicitura "Esercizio della Rete Adriatica"; secondo l'annuario statistico del 1898, pubblicato dal Ministero di agricoltura, industria e commercio, a dicembre 1896 la Rete Adriatica aveva l'estensione di km 5.602.
In concomitanza con le convenzioni ferroviarie del 1885, la società venne suddivisa in due settori di attività: gestione dell'esercizio ferroviario e gestione di capitali. 
Il riscatto della rete ferroviaria della società, in seguito alla statalizzazione delle ferrovie italiane del 1905, avvenne in ritardo, nel 1906, dopo estenuanti trattative e la caduta di ben due governi (Fortis e Sonnino), a causa della situazione proprietaria molto più complessa rispetto a quella di altre società e compagnie ferroviarie dato che molte tratte ferroviarie erano di proprietà diretta della Società per le Strade Ferrate Meridionali, presieduta ora dal principe Corsini, la quale per la cessione delle stesse richiedeva somme esorbitanti.
Trovato finalmente un accordo di compromesso con il nuovo governo di Giovanni Giolitti, che prevedeva per lo Stato il riscatto attraverso il pagamento di 30 milioni per la durata di 60 anni, la Società Italiana per le Strade Ferrate Meridionali cedette la propria rete e si trasformò in una finanziaria d'investimento, pur mantenendo la ragione sociale originaria; borsisticamente la Società era chiamata da tempo "Bastogi". Nel nuovo ruolo il Consiglio di amministrazione, anche con il contributo del suo direttore ing. Secondo Borgnini, agì con decisione, investendo prevalentemente in società elettriche, ma anche meccaniche, di costruzioni, immobiliari e nei mercati azionari e finanziari, spesso insieme alla Banca Commerciale Italiana e al Credito Italiano. Il passaggio allo Stato venne ufficializzato con Legge del 15 luglio 1906, n. 324. Gli interessi residui della società nel campo ferroviario cessarono del tutto con il passaggio alle FS, nel 1908 delle linee laziali ancora in suo possesso.. Fu da quel momento la nascente industria elettrica a focalizzare principalmente la strategia aziendale: nel 1915 la società era ormai in possesso di pacchetti azionari di sedici imprese del settore, per circa 28 milioni di lire, su un capitale totale delle stesse di 180 milioni (tra queste la Adriatica, la Ligure‑Toscana, la Sme, la Conti, l'Adamello, la Maira, la Cellina e la Società Elettrica della Sicilia Orientale - SESO gestita da Enrico Vismara).

## Materiale rotabile

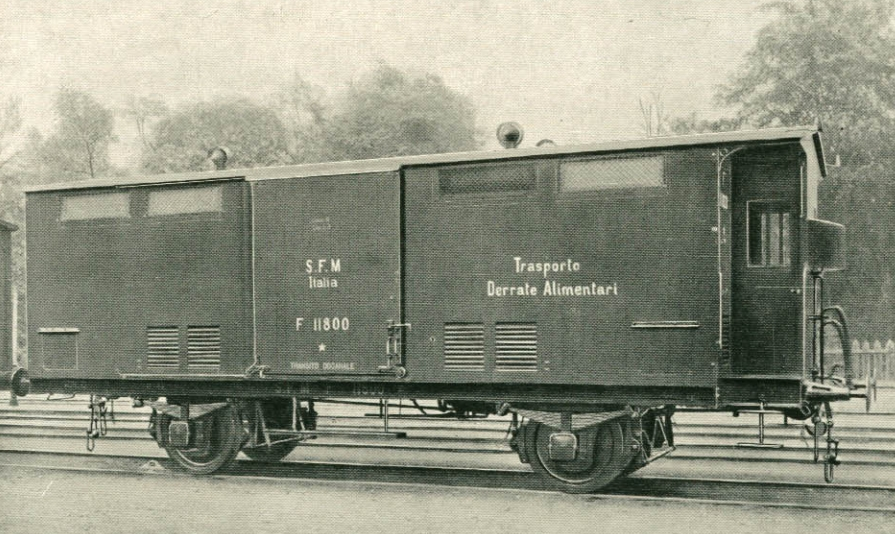
Carro merci per il trasporto di derrate alimentari costruito da Baume & Marpent

Nel 1882 la società possedeva 231 locomotive a vapore, 645 carrozze e 3965 carri merci.

## Principali progetti

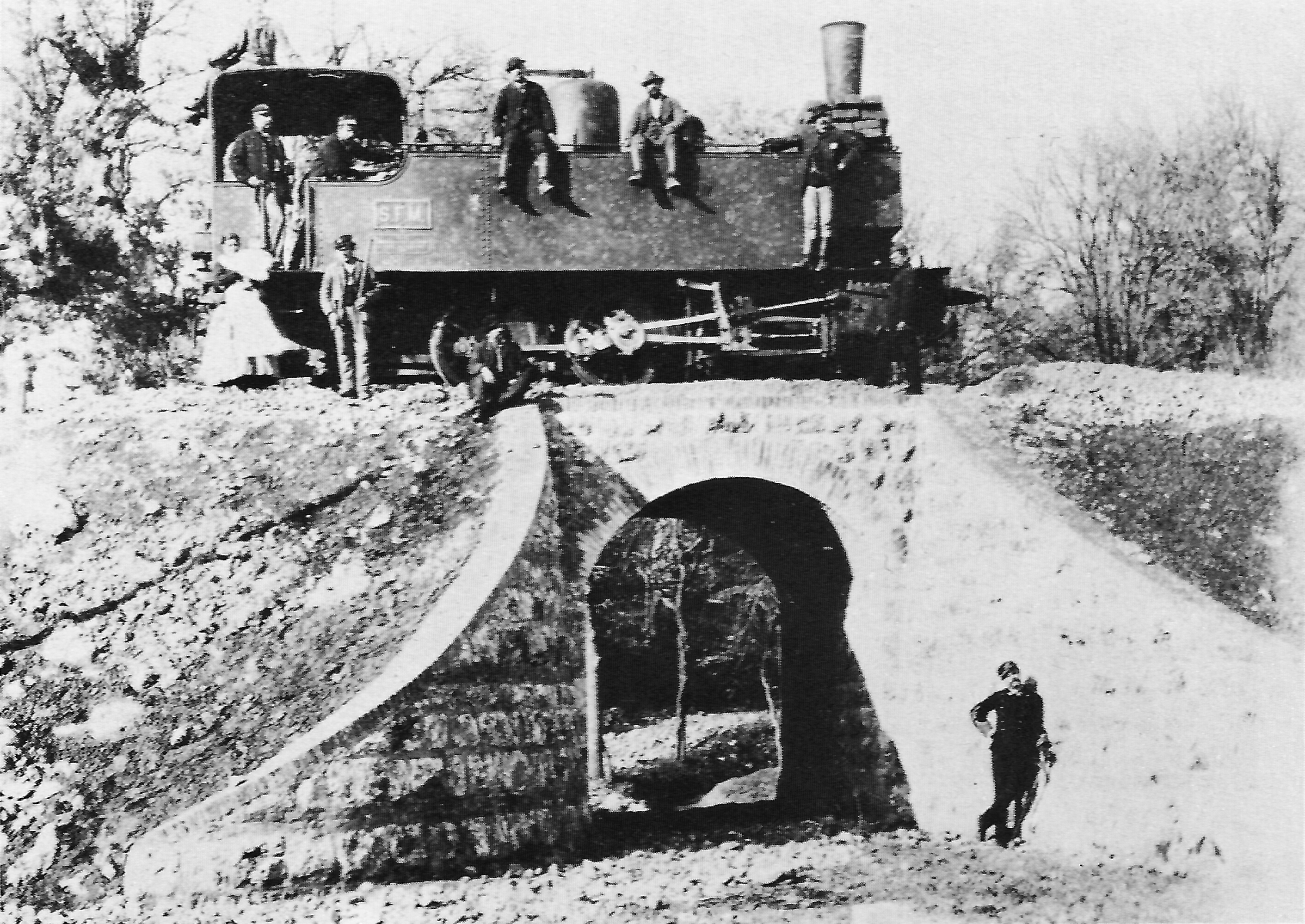
Una locomotiva della SFM sulla ferrovia Terni-L'Aquila nel 1883

L'ufficio studi e progettazione della locomotive della Rete Adriatica aveva sede a Firenze; (nella stessa sede nacque nel 1905 l'ufficio materiale e trazione delle Ferrovie dello Stato).
Alcuni tra i più importanti progetti di locomotive di vario tipo:
- Locomotiva RA 350 bis, poi Locomotiva Gruppo 290 FS
- Locomotiva RA 3701, la Mucca.
- Locomotiva RA 380, poi Locomotiva Gruppo 600 FS
- Locomotiva RA 400, poi Locomotiva Gruppo 630 FS
- Locomotiva trifase E.34
- Elettromotrici RA 30
- Locomotiva FS E.360

Dallo sviluppo di progetti della Rete Adriatica derivano anche le locomotive Gruppo 730 e Gruppo 680.

## Archivio storico
L'archivio storico è conservato presso la Fondazione ISEC  di Sesto San Giovanni nel fondo Bastogi (estremi cronologici: 1862-1983).